# Deutsch Ernő (orvos)
Deutsch Ernő (Pest, 1872. szeptember 19. – Budapest, 1944 végén) orvos, gyermekgyógyász. Sógora Hári Pál orvos, biokémikus.

## Élete
Apja Deutsch Jakab (1835–1907), a Pesti Izraelita Hitközség fiúárvaházának megalapítója, nagykereskedő, anyja Lőwy Hermina (1846–1919). Középiskolai tanulmányait a pesti evangélikus gimnáziumban végezte, majd a Budapesti Tudományegyetem hallgatója lett, ahol 1895-ben szerezte meg orvosi oklevelét. 1896 és 1902 között a budapesti Stefánia Gyermekkórházban dolgozott tanársegédként Bókay János mellett, majd két évet töltött külföldi gyermekklinikákon. Már ekkor bekapcsolódott a fiúárvaház irányításába. 1902-ben az Izraelita Siketnémák Országos Intézetének vezérlőbizottsága megválasztotta intézeti főorvosnak, s egyúttal a vezérlőbizottság tagjává. Hazatérésekor a Bródy Adél-gyermekkórház fertőző gyermekosztályának főorvosává nevezték ki. Az első világháborúban katonaorvos volt, 1914 októbere és 1916 áprilisa között a Bethlen téri Hadikórház parancsnoka. A „katonai egészségügy körül a háborúban szerzett különös érdemei elismeréséül” megkapta a Vöröskereszt II. osztályú díszjelvényét a hadiékítménnyel. 1914-ben megbízták átmenetileg az Izraelita Siketnémák Országos Intézetének vezetésével, mivel az akkori elnöknek – nagybátyjának, Deutsch Sámuelnek – megrendült az egészségi állapota. 1928-ban – Kaszab Aladár lemondása után – az Intézet elnökévé választották. Az 1926-ban Budapesten rendezett Embervédelmi Kiállítás tudományos részének igazgatója volt. A következő évben munkájáért megkapta a német vöröskereszt díszjelvényének II. osztályát. A drezdai Deutsche Hygiene-Museum érdemei elismeréséül „tudományos tanácsadójává“ terjesztette fel. A gyermekvédelmi mozgalmak egyik szervezője, az Ingyentej-mozgalom elindítója volt. Alapvető eredményeket ért el a gyermekkori tbc, az ideg- és elmegyógyítás területén és jelentős egészségügyi felvilágosítási tevékenységet fejtett ki. 1941-ben nyugalomba vonult főorvosi állásából. Számos cikke és tanulmánya jelent meg különböző szakfolyóiratokban. A Magyar Orvos, a Centralblatt für Kinderheilkunde és a spanyol Paidoterapia szerkesztőségeinek beltagja volt. Munkatársa volt a Berend Miklós szerkesztésében megjelent Gyermektherápia és a Lányi Márton által kiadott háborús szociális vonatkozású könyvnek.
A felekezeti életben is tevékenyen részt vett, mint a Pesti Izraelita Hitközség képviselő-testületi és választmányi tagja. Évtizedeken át részt vett az OMIKE, a Szünidei Gyermektelep-egyesület és a Magyar Izraelita Nőegyletek Országos Szövetségének (Minosz) munkájában. Az Országos Izraelita Patronage Egyesületnek alelnöke, 1911-től dísztagja volt. Tagja volt az Izraelita Magyar Irodalmi Társulatnak és az Egyenlőség szerkesztőbizottságának. Az 1930-as évektől haláláig az OMIKE Kulturotthonának élén állt.
A holokauszt áldozata lett, halálának ideje és körülményei nem ismertek.

## Családja
Felesége Perlmutter Gizella (1877–?) volt, Perlmutter Adolf és Schüller Henriette lánya, akit 1898. június 5-én Budapesten, a Terézvárosban vett nőül polgári szertartáson. Másnap megesküdtek a Dohány utcai zsinagógában is, amely szertartáson jelen volt többek között Mezei Mór, Neumann Ármin és Neményi Ambrus. A pár Olaszországba utazott nászútra.
Gyermekei:
- Deutsch Mária (1899–?). Férje Sándor Sándor (1887–1945) tőzsdebizományos, a holokauszt áldozata lett.
- Deutsch György (1902–1942)[10] elektromérnök, munkaszolgálatosként életét vesztette. Felesége Kreiner Margit.
- Deutsch Jenő

## Főbb művei
- Gyermekhalandóság és ingyentej-intézmény (Budapest, 1905)
- Minta-tejgazdaságok csecsemőnek való tej kezelésére (Budapest, 1906)
- Közlemények a gyermekvédelem és a gyermekhigiéné köréből (Budapest, 1910)
- A gyermekek egészsége (Budapest, 1912)
- A gyermek és az alkohol (Budapest, 1913)
- A gyermekkori gümőkórság leküzdésére szükséges socialis hygienés intézkedések (Budapest, 1913)
- A rokkantságról (Budapest, 1915)
- Az orvos szociális munkája a háború alatt (Budapest, 1915)
- Közéleti kérdések háborús megvilágításban (Budapest, 1915)
- Üdülőtelepek gyermekeknek (Budapest, 1915)
- Über freiwillige Krankepflege (Budapest, 1915)
- A zsidó jótékonyság nagy problémái (Budapest, 1927)